# استیون دیویس (ورزشکار)
استیون دیویس (انگلیسی: Stephen Davies؛ زادهٔ ۲ ژانویهٔ ۱۹۶۹) ورزشکار هاکی روی چمن اهل استرالیا است.
از فیلم‌ها یا برنامه‌های تلویزیونی که وی در آن نقش داشته‌است می‌توان به لبه تیغ اشاره کرد.
وی در مسابقات کشوری و بین‌المللی در مجموع برندهٔ ۲ مدال طلا، ۴ مدال نقره، ۴ مدال برنز شده‌است.